# Acrisinae
Az Acrisinae a kétéltűek (Amphibia) osztályába, a békák (Anura) rendjébe és a levelibéka-félék (Hylidae) családjába tartozó alcsalád.

## Elterjedésük
Az alcsaládba tartozó nemek és fajok a nearktikus faunatartományban honosak, a kanadai Nagy-Rabszolga-tótól az Amerikai Egyesült Államokon át Mexikóig. Egyik fajukat, a Pseudacris regilla fajt elterjedési területükön kívül is számos helyre betelepítették.
Természetes élőhelyük víz közeli, fákkal benőtt területek, legelők, mocsarak,

## Rendszerezésük
Jelenleg két nem tartozik az alcsaládba, az Acris Észak-Amerika keleti területein honos, a Pseudacris az egész kontinensen megtalálható, legnagyobb fajgazdagsága a nyugati parton van.
Az alcsaládba tartozó nemek:
- Acris Duméril and Bibron, 1841
- Pseudacris Fitzinger, 1843